# Mbengue (Messondo)
Pour les articles homonymes, voir Mbengue.
Mbenguè  est un village de la région du Centre du Cameroun. Il est localisé dans l'arrondissement (commune) de Messondo. On y accède par la piste rurale qui lie Messondo à Kelle-Mpeck et à Song Woga.

## Population et société
En 1963, la population de Mbenguè était de 383 habitants. Mbenguè comptait 1266 habitants dont 574 habitants pour Mbenguè Centre et 692 habitants pour Mbenguè Souck lors du dernier recensement de 2005. La population est constituée pour l’essentiel de Bassa.